# EE-3 Jararaca
EE-3 Jararaca (тр. «Жарарака») — бразильська колісна бойова розвідувальна машина. Розроблена наприкінці 1970-х років бразильською компанією Engesa для заміни бронеавтомобіля M8 Greyhound. 
EE-3 створювалася як бойова розвідувальна машина, а також могла служити платформою для ПТРК та ЗКР. На відміну від EE-9 Cascavel та EE-11 Urutu, бронемашина EE-3 не надходила на озброєння бразильської армії, але постачалася на експорт. Усього за кордон поставлено 78 машини.

## Опис конструкції
EE-3 має відділення управління у передній, бойове відділення – у середній та моторно-трансмісійне відділення – у кормовій частині машини. Штатний екіпаж EE-3 складається з трьох осіб: командира машини, механіка-водія та зв'язківця-спостерігача. 

### Броньовий корпус та башта
Закритий броньовий корпус EE-3 збирався з листів багатошарової броні за допомогою зварювання. Така броня складається з двох шарів сталі, твердішого зовнішнього та м'якішого внутрішнього. Бразильські дослідження показали, що така конструкція збільшує бронезахист бойових машин і додатково захищає екіпаж від осколків броні, що з'являються після прямого влучення снаряда протитанкової гармати, керованої ракети, або гранатомета. 

### Озброєння
Озброєння EE-3 складається з одного 12,7 мм кулемета, встановленого на даху командирської башти. Стрільба з кулемета може здійснюватися як звичайним чином, так і дистанційно, з командирського місця всередині машини.

### Засоби спостереження та зв'язку
Водійське відділення EE-3 оснащене трьома пристроями перископічного спостереження. Механік-водій потрапляє на своє місце через броньований люк у даху корпусу. Башта знаходиться за водійським відділенням, з правого боку від центральної осі корпусу, і також оснащена трьома перископічними пристроями. Місце зв'язківця-спостерігача знаходиться ліворуч від місця командира машини. Зв'язківець потрапляє на своє місце через окремий люк. Крім того, кожний борт корпусу має броньовані двері, через які також можна потрапити до машини. 

### Двигуни та трансмісія
Силова установка складається з 4-циліндрового дизельного двигуна Mercedes-Benz OM 314A потужністю 120 к.с. та механічної трансмісії Clark, яка має п'ять швидкостей для руху вперед, одну назад. 

### Ходова частина
EE-3 має колісну формулу 4×4 з керованими передніми колесами, незалежною пружинною підвіскою та гідравлічними амортизаторами. Колеса великого діаметра мають центральну систему регулювання тиску повітря. Підвіска коліс пружинна, на всіх колесах встановлені барабанні гальма.

## Оператори

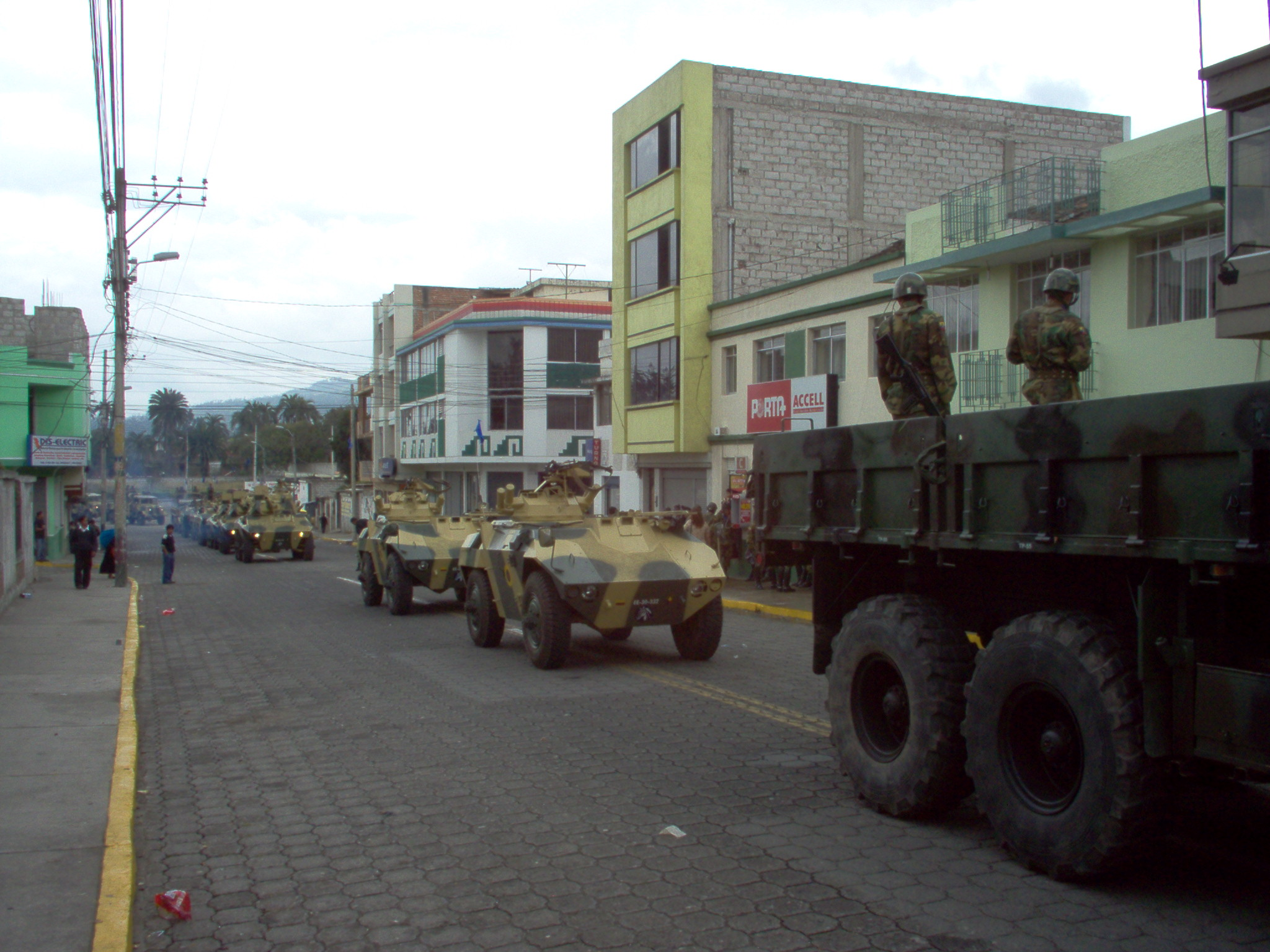
Еквадорські EE-3 Jararaca

| Держава                     | Варіант                                  | Кількість |
| --------------------------- | ---------------------------------------- | --------- |
| Габон - сухопутні війська   | бойова розвідувальна машина              | 12        |
| Кіпр - сухопутні війська    | бойова розвідувальна машина з ПТРК MILAN | 40        |
| Уругвай - сухопутні війська | бойова розвідувальна машина              | 16        |
| Еквадор - сухопутні війська | бойова розвідувальна машина              | 10        |